# Urtica trianae
Urtica trianae är en nässelväxtart som beskrevs av Henry Hurd Rusby. Urtica trianae ingår i släktet nässlor, och familjen nässelväxter. Inga underarter finns listade i Catalogue of Life.